# Harry Gandy

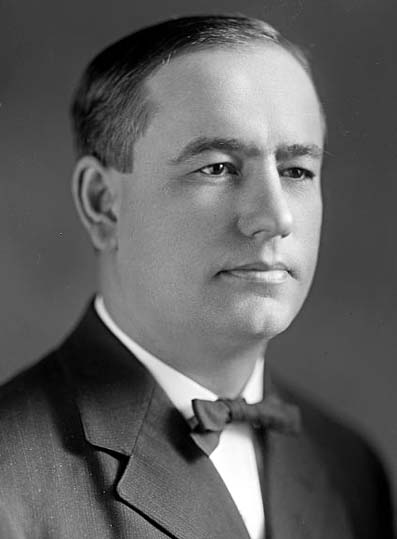
Harry Gandy

Harry Luther Gandy (* 13. August 1881 in Churubusco, Whitley County, Indiana; † 15. August 1957 in Los Gatos, Kalifornien) war ein US-amerikanischer Politiker. Zwischen 1915 und 1921 vertrat er den dritten Wahlbezirk des Bundesstaates South Dakota im US-Repräsentantenhaus.

## Frühe Jahre und politischer Aufstieg
Harry Gandy besuchte die öffentlichen Schulen seiner Heimat und danach bis 1901 das Tri-State College in Angola (Indiana). Im Jahr 1907 zog er nach Rapid City in South Dakota. Zwischen 1910 und 1918 gab er die Zeitung "Wasta Gazette" heraus. Zwischen 1910 und 1945 war er auch Eigentümer einer Ranch, auf der er Viehzucht betrieb. Politisch wurde er Mitglied der Demokratischen Partei. Im Jahr 1911 wurde Gandy in den Senat von South Dakota gewählt. 1913 berief Präsident Woodrow Wilson ihn auf einen Posten bei der Finanzverwaltung des Land Office in Rapid City.

## Gandy im Kongress
1914 wurde Gandy im damaligen dritten Wahlbezirk von South Dakota in das US-Repräsentantenhaus gewählt. Dort löste er am 4. März 1915 Eben Martin ab. Nach einigen Wiederwahlen konnte er sein Mandat im Kongress bis zum 3. März 1921 ausüben. Bei den Wahlen des Jahres 1920 unterlag er dem Republikaner William Williamson. Gandy war der zweite von drei Abgeordneten des dritten Wahlbezirks von South Dakota, der nur zwischen 1913 und 1933 bestand.

## Weiterer Lebenslauf
Nach dem Ende seiner Zeit im Kongress widmete sich Gandy wieder seinen privaten Geschäften, insbesondere der Landwirtschaft und seiner Ranch. Nebenher bekleidete er aber noch verschiedene andere Ämter. Von 1923 bis 1930 war er Geschäftsführer der National Coal Association mit Sitz in Washington. In den 1930er Jahren hatte er zahlreiche geschäftliche Verbindungen mit der Kohleindustrie. So war er von 1937 bis 1940 Vorsitzender der Bituminous Coal Producers in Cincinnati. Gandy war auch im Vorstand der Elk River Coal & Lumber Company sowie seit 1944 bei der Buffalo Creek & Gauley Railroad Company in West Virginia. Seinen Lebensabend verbrachte er in Los Gatos in Kalifornien, wo er 1957 auch verstarb. Er wurde in Rapid City beigesetzt.